# Impatiens annamensis
Impatiens annamensis är en balsaminväxtart som beskrevs av Tardieu. Impatiens annamensis ingår i släktet balsaminer, och familjen balsaminväxter. Inga underarter finns listade i Catalogue of Life.